# Pleśna (gmina)
Pleśna est une gmina rurale du powiat de Tarnów, Petite-Pologne, dans le sud de la Pologne. Son siège est le village de Pleśna, qui se situe environ 12 km au sud de Tarnów et 74 km à l'est de la capitale régionale Cracovie.
La gmina couvre une superficie de 83,65 km2 pour une population de 11 518 habitants.

## Géographie
La gmina inclut les villages de Dąbrówka Szczepanowska, Janowice, Lichwin, Łowczówek, Lubinka, Pleśna, Rychwałd, Rzuchowa, Świebodzin, Szczepanowice et Woźniczna.
La gmina borde les gminy de Gromnik, Tarnów, Tuchów, Wojnicz et Zakliczyn.